# 前田郁

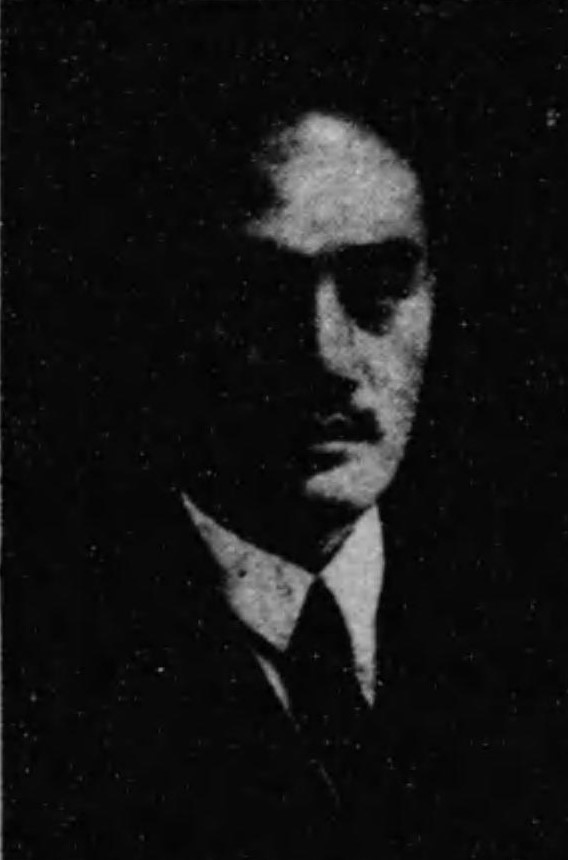
前田郁

前田 郁（まえだ いく、1889年（明治22年）2月4日 - 1965年（昭和40年）5月18日）は、日本の政治家、実業家。

## 経歴
鹿児島県肝属郡大根占町（現・錦江町）出身。明治大学政治経済学部卒業。1947年、衆議院議員に初当選し、以来当選3回。衆議院運輸委員長、第2次岸内閣運輸政務次官、日本自由党代議士会副会長等を歴任。また、実業家として東京時計製造株式会社専務取締役、東京遊覧乗合自動車株式会社取締役社長、東京ミシン株式会社取締役社長、東京観光バス社長、東京観光自動車社長などを務めた他、国際観光文化協会会長、日本有線放送連合会会長などの公職を務めた。